# Фомин, Николай Никитович
Никола́й Ники́тович Фо́мин (8 мая 1915 — 13 февраля 1942) — заместитель командира роты, Герой Советского Союза, участник Великой Отечественной войны.

## Биография
Фомин Николай Никитович родился 8 мая 1920 года в деревне Софийские Выселки Новосильского уезда, ныне Корсаковский район Орловской области.
Учился в Корсаковской средней школе. После окончания школы работал в колхозе «Зелёный дубок».
В 1938 году был призван в Красную Армию, в 1939 году поступил в Орловское бронетанковое училище имени М. В. Фрунзе, которое окончил 1940 году.
Участник Великой Отечественной войны с июня 1941 года. За отвагу в боях уже в первый месяц войны был награждён Орденом красного Знамени.
Участвовал в многочисленных боях за Харьковщину. 13 февраля 1942 года во время боя за станцию Лихачево, покинул танк и возглавил атаку пехотинцев. В рукопашной схватке убил немецкого офицера, однако и сам был смертельно ранен.
На боевом счету Фомина Николая Никитовича 7 вражеских танков, 9 орудий, 12 пулемётов и более 500 солдат и офицеров противника.
Указом Президиума Верховного Совета СССР «О присвоении звания Героя Советского Союза начальствующему составу Красной Армии» от 5 ноября 1942 года за «образцовое выполнение боевых заданий командования на фронте борьбы с немецкими захватчиками и проявленные при этом отвагу и геройство» лейтенанту Фомину Николаю Никитовичу было посмертно присвоено звание Героя Советского Союза.
Похоронен Фомин Николай Никитович в посёлке Алексеевка Первомайского района Харьковской области.

## Награды
- Медаль «Золотая Звезда»;
- орден Ленина;
- орден Красного Знамени;
- медали.